# Carlson's patrol
 (mars 2016).
Seconde Guerre mondiale
Batailles
Campagne de Guadalcanal

Terrestres : 
- Tulagi et Gavutu–Tanambog
- Tenaru
- Edson's Ridge
- Rivière Matanikau
- Henderson Field
- Offensive de la Matanikau
- Koli Point
- Carlson's patrol
- Monts Austen

Navales :
- Île de Savo
- Salomon orientales
- Cap Espérance
- Îles Santa Cruz
- Bataille navale de Guadalcanal
- Tassafaronga
- Ke
- Îles de Renell

La Carlson’s patrol (Patrouille Carlson), également connue sous le nom de The Long Patrol ou Carlson's long patrol, est une opération menée par le 2nd Raider Battalion des Marine Raiders sous le commandement d'Evans Carlson à Guadalcanal durant la bataille de Guadalcanal contre l'armée impériale japonaise du 6 novembre au 4 décembre 1942. Au cours de cette opération, les Raiders ont marché à travers les lignes japonaises pour empêcher toute possibilité de retraite aux forces commandées par Toshinari Shōji, qui tentaient d'échapper à l'encerclement durant la bataille de Koli Point.
Dans une série d'engagements de petites unités sur plus de 29 jours, les Marine Raiders tuèrent près de 500 soldats japonais, déplorant seulement 16 tués dans leur camp. Les Raiders ont également capturé un canon d'artillerie japonais qui livrait des tirs de harcèlement sur « Henderson Field », le terrain d'aviation allié à Lunga Point.

## Contexte

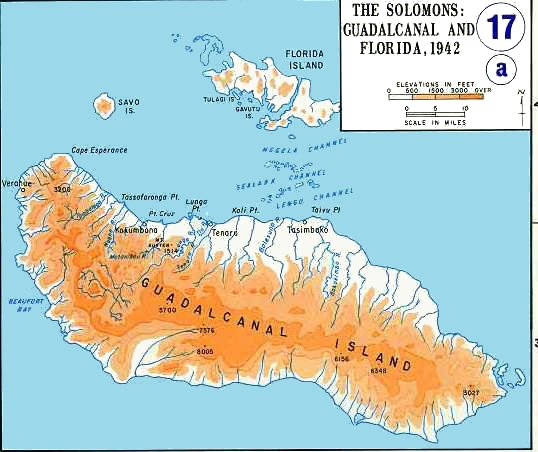
Carte de Guadacanal.

Le 7 août 1942, les forces alliées (principalement des Marines) débarquèrent à Guadalcanal, sur les îles Salomon. Leur mission était d'empêcher les Japonais d'utiliser l'île comme base pour menacer les routes d'approvisionnement entre les États-Unis et l'Australie, et d'assurer les îles comme points de départ pour une campagne visant à isoler la grande base japonaise de Rabaul, tout en soutenant l'allié dans la campagne de Nouvelle-Guinée.
Entre le 1er et le 17 octobre, les Japonais ont perdu 15 000 soldats à Guadalcanal. Hyakutake a décidé que le principal objectif de son plan d'attaque serait le sud de Henderson Field. Sa 2e Division (augmentée par les troupes de la 38e Division), du lieutenant-général Maruyama Masao ont marché à travers la jungle et attaqué les défenses américaines du sud.
Alors que d'autres forces japonaises attaquent à l'ouest à Matanikau (à gauche), la 2e division Maruyama attaque le périmètre de Lunga du sud (à droite) Le 23 octobre, les forces de Maruyama par la jungle ont atteint les lignes américaines. Kawaguchi, de sa propre initiative, a commencé à passer sur l'aile droite à l'Est, estimant que les défenses américaines étaient plus faibles dans ce secteur. Ce soir-là, après avoir appris que les forces de gauche et de droite ont encore du mal à atteindre les lignes américaines, Hyakutake reporte l'attaque à 19 heures le 24 octobre.
Le 24 octobre, les forces de Maruyama ont atteint les Américains à Lunga. Durant deux nuits, les forces de Maruyama ont mené de nombreuses attaques frontales sur les positions défendues par les troupes du 1er Bataillon des Marines du lieutenant-colonel Chesty Puller, du 3e bataillon de l'armée américaine, et du 164e régiment d'infanterie, commandé par le lieutenant-colonel Robert Hall. Plus de 1 500 soldats de Maruyama ont été tués dans les attaques tandis que les Américains ont perdu environ 60 soldats. Les unités de Shoji n'ont pas participé à ces attaques, choisissant de rester en place pour couvrir le flanc droit de Nasu contre une éventuelle attaque dans cette zone par les forces américaines.

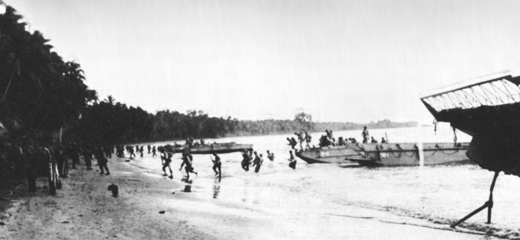
Débarquement à Aola Bay en 1942.

À 8 heures, le 26 octobre 1942, Hyakutake a annulé une nouvelle attaque et a ordonné à ses forces de se retirer.
À 5 h 30 le 4 novembre, deux compagnies du 2nd Marine Raiders Battalion, commandées par le lieutenant-colonel Evans Carlson, débarquent par bateau à Aola Bay, à 64 km à l'est de la pointe Lunga. Les troupes d'infanterie de l'armée américaine du 147e Régiment devaient assurer la sécurité de la région alors qu'ils tentaient de construire un terrain d'aviation. L'effort de construction de l'aérodrome de Aola Bay avait été approuvé par William F. Halsey, commandant des forces alliées dans la zone Pacifique Sud et par le contre-amiral Richmond K. Turner, de la marine américaine commandant des forces amphibies pour le Pacifique sud.
Le 2nd Marine Marine Raider Battalion était une unité unique dans le Corps des Marines. Contrairement au 1st Raider Battalion, qui mettait l'accent sur les tactiques de commandos, le bataillon de Carlson était formé pour opérer comme une force de guérilla. La formation comprenait l'accent sur les tactiques d'infiltration et menait des exercices tactiques pendant la nuit. Le bataillon a été organisé en six compagnies d'infanterie autonomes et une compagnie de commandement. Avant d'atterrir à Guadalcanal, des éléments du bataillon s'était battus à la bataille de Midway en mai 1942.
Au début de novembre, Vandegrift craignait que les Japonais planifient une attaque sur le périmètre vers Lunga. À partir du 4 novembre, deux bataillons de Marines et deux bataillons de l'US Army ont attaqué et tenté d'encercler les hommes de Shoji à Gavaga Creek, près du village de Tetere dans le secteur de la pointe Koli.
Pendant que ces troupes tentaient de détruire les forces de Shoji, Vandegrift ordonna à Carlson et à ses hommes de marcher à partir de Koli Point vers Aola Bay, à travers les lignes japonaises, pour couper toute possibilité de retraite aux soldats nippons.

## La patrouille

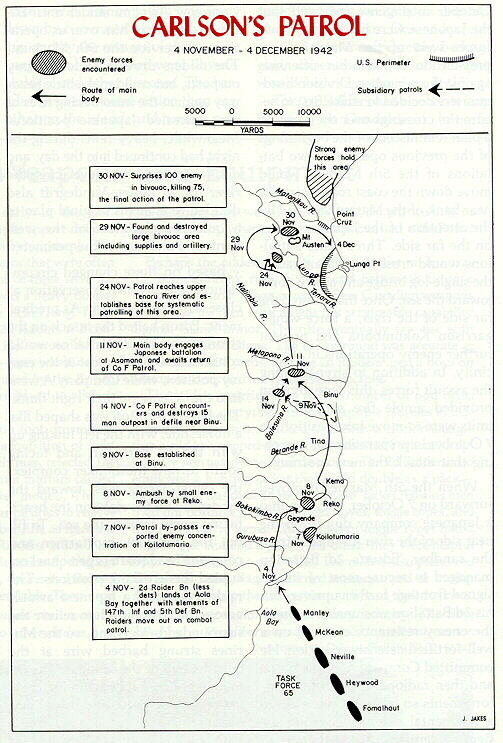
Carte des opérations de la patrouille de Carlson.

Au premières lueurs du jour, le 6 novembre, Carlson et deux de ses compagnies, accompagnés un groupe d'éclaireurs et de transporteurs indigènes locaux commandés par le major John Mather de l'armée australienne et le sergent-major Jacob C. Vouza de la Force de police des îles Salomon, partirent d'Aolo et entamèrent la patrouille. Le groupe marchait le long d'un sentier dans la jungle au nord-ouest de la rivière Reko, et arriva le 7 novembre. Au Reko, Carlson apprit que la mission chrétienne locale avait récemment été attaquée par les troupes japonaises qui avaient tué deux des missionnaires avant de passer à l'ouest. Remontant la rivière avec un peloton de soldats, Carlson rencontra un petit groupe de Japonais qui tirèrent et blessèrent grièvement l'éclaireur de la colonne. Les tirs de riposte des Marines tuèrent deux soldats japonais, les autres repartirent. Le corps principal de Carlson arriva alors et la colonne bivouaqua pour la nuit.
Le 8 novembre, la colonne a continué à travers la jungle au nord-ouest, en longeant la berge de la rivière Kena, et a passé la nuit au village de Tasimboko, 15 miles (24 km) de Aola Bay. Le lendemain, ils ont traversé les rivières Berande et Balasuna et atteint le village de Binu, 10 miles (16 km) au sud-ouest de Tasimboko dans l'après-midi. Au Binou, à environ 3 miles (4,8 km) au sud-est de Koli Point, Carlson a établi son camp de base et a bloqué le mouvement de toutes les forces japonaises de Koli, à l'est et au sud. 
Les trois autres compagnies du 2nd Marines Raiders Battalion sont arrivées à Aola le 8 novembre. Le 9 novembre, ils ont débarqué à Tasimboko et, le 10 novembre ont marché vers le camp Binu pour rejoindre le reste du bataillon. Sur le chemin, les Marines ont rencontré un petit groupe de soldats japonais avant d'arriver à Binu dans l'après-midi du même jour. Pendant ce temps, Hyakutake a abandonné ses positions à Koli et a rejoint les forces japonaises à Kokumbona dans la région de Matanikau. Bien que les forces américaines aient presque complètement encerclé les troupes Shoji, le long du ruisseau Gavaga à Koli, un chemin existait par le biais d'un ruisseau marécageux dans la partie sud des lignes américaines. Profitant de cette route, les hommes de Shoji ont commencé à s'échapper. Les Américains ont comblé la brèche dans leurs lignes, le 11 novembre, mais entretemps, Shoji et 3 000 de ses hommes s'étaient échappés dans la jungle au sud.
Le 11 novembre, Carlson a envoyé quatre de ses compagnies les «C», «D», «E» et «F» pour patrouiller dans la zone située au nord et à l'ouest du Binou. La compagnie «B», est restée derrière pour assurer la sécurité du camp de base de Binu. À 10 heures, la Compagnie C, qui avait marché directement à l'ouest vers le village de Asamana, a rencontré les troupes de Shoji près de la rivière Metapona et a été rapidement clouée au sol. Carlson a répondu en dirigeant les compagnies D et E pour attaquer les forces japonaises dans deux directions différentes.
Alors que les groupes D et E se déplaçaient dans la direction du C, ils ont rencontré de grandes concentrations de soldats japonais. À 15 heures, la compagnie D commandée par le capitaine Charles McAuliffe, avec neuf de ses hommes entrait de façon inattendue dans le camp de base de Binu. McAuliffe a signalé à Carlson que, peu après, il état entré en contact avec les forces japonaises, lui et un de ses escadrons étaient coupés du reste de sa compagnie. McAuliffe et les hommes avec lui avaient décidé de battre en retraite vers le camp de base. McAuliffe a signalé que, dans la mesure où il le savait, le reste de sa compagnie avait été anéanti. Peu de temps après, cependant, le reste de la compagnie D est arrivé au camp de base, dirigé par le sergent George Schrier, après avoir réussi à se dégager de l'échange de tirs.
Avec la compagnie F, qui était rentrée au camp de base, Carlson s'est dirigé vers l'endroit où la compagnie C a été engagée, arrivant sur les lieux à 16 h 30. Carlson a ordonné à la F d'attaquer les positions japonaises face à la compagnie C à 17 h 15. Dans le même temps, les troupes japonaises quittaient la zone.
Carlson a ensuite pris la compagnie B et est retourné à la zone de la compagnie F, en arrivant à l'aube du 12 novembre. Les Marines ont perdu 10 soldats dans des actions durant la journée et ont estimé qu'ils avaient tué 120 soldats japonais.
Carlson et les deux compagnies ont marché vers l'ouest en direction du village d'Asamana sur la rivière Metapona. Lors de la traversée de la rivière, les Marines Raiders ont capturé deux soldats japonais et en ont tué un troisième qui se trouvait dans un bateau, puis ont attaqué et occupé Asamana, surprenant et tuant plusieurs soldats japonais dans le village. Les panneaux en japonais dans le village indiquaient qu'il était utilisé comme un lieu de ralliement pour les forces Shoji. Occupant des positions défensives autour du village et de la rivière, les Marines ont tué 25 soldats japonais qui approchaient du village pendant le reste de la journée.

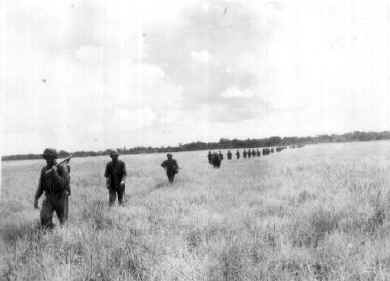
Marine Raiders traversant un terrain à découvert durant la patrouille

La bataillon de Carlson reçoit l'ordre de se rendre à la partie supérieure du fleuve Tenaru et de patrouiller autour de la rivière Lunga-Lunga, au sud du périmètre de la piste, que les Japonais avaient utilisée pour positionner leurs hommes et du matériel pour leurs assauts pendant la bataille d'Henderson Field. Les Raiders de Carlson ont détruit plusieurs pièces d'artillerie japonaises qui avaient lancé des tirs de harcèlement contre Henderson pendant plusieurs semaines. Les Raiders ont par ailleurs mis en place le nouveau camp de base à environ 2 miles (3,2 km) au sud-est du périmètre de Lunga. le 20 novembre, ils se sont reposés jusqu'au 24 novembre.
Le 27 novembre, le bataillon a déménagé six kilomètres en amont de la rivière Tenaru et a construit deux bases auxiliaires en amont et en aval.
Le 30 novembre, les Raiders ont trouvé un canon japonais de 75 mm de montagne et canon antichar de 37 mm mis en place sur une crête à environ 4 miles (6,4 km) au sud du périmètre de Lunga. Une escouade de six Marines de la compagnie F patrouillait près du lieu où les armes à feu ont été découvertes, ils sont entrés dans un camp japonais et se sont retrouvés parmi quelque 100 soldats japonais se reposant sous des abris, avec leurs armes empilées autour des arbres dans le centre du camp. Dans la mêlée qui en résulta, les Américains ont tué environ 75 nippons.
Les attaquants se reposèrent le 1er décembre et reçurent du ravitaillement par largage. Le 2 décembre, Carlson déploya ses patrouilles autour de la rivière Lunga. La compagnie B a découvert 10 Japonais qui campaient près de la rivière. Les autres compagnies n'ont rencontré aucun Japonais, mais ont découvert un autre canon de 75 mm de montagne. En fin de journée, Carlson reçut l'ordre de mettre fin à la patrouille et de ramener ses troupes dans le périmètre de Lunga.
Le 3 décembre, Carlson a envoyé les compagnies C, D, et E vers la rivière de Tenaru et les compagnies A, B, F vers l'ouest en direction du mont Austen. Les compagnies C, D, et E atteignirent le bas de Tenaru et entrèrent dans les lignes amies à la pointe Lunga sans incident. Les compagnies A, B et F, ont rencontré une patrouille japonaise près du sommet du mont Austen. Dans un combat très rapproché dans la jungle, 25 Japonais ont été tués et quatre Marines ont été grièvement blessés, dont l'un est décédé plus tard.
Le lendemain, les compagnies A, B, F sont retournées dans le périmètre de Lunga près de la rivière Matanikau. Sur le chemin, la colonne de Marines a été prise en embuscade par une mitrailleuse japonaise qui a tué quatre Raiders. Sept Japonais furent également tués au cours de ce combat. La patrouille ne rencontra plus d'opposition et rentra dans les lignes alliées à la pointe Lunga dans l'après-midi.

## Conséquences
Alors que Carlson terminait sa patrouille, les survivants des troupes de Shoji réussirent à atteindre les lignes de défense nippones à l'ouest de la rivière Matannikau. En plus des pertes exclusivement dues aux attaques du 2nd Marine Raiders Battalion, ces troupes souffrirent gravement de la faim et des maladies tropicales: sur les 1 300 soldats qui avaient entamé la retraite, seulement entre 700 à 800 d'entre eux parvinrent ainsi à rejoindre ces lignes.
Le bataillon de Carlson, au cours de sa patrouille de 29 jours et d'environ 240 kilomètres à pied parcourus, perdant de son côté 16 hommes et 17 blessés, affirma avoir tué 488 Japonais. Les Américains souffrirent également de diverses maladies, comme la malaria, la dysenterie ou la dermatophytose, mais aussi d'épuisement physique. En raison d'une importante partie de ses hommes désormais déclarés inaptes au combat consécutivement à la patrouille, le 2nd Raider Battalion, une fois évacué de Guadalcanal vers Espiritu Santo, ne participa à nouveau des opérations des combats qu'en novembre 1943 sur Bougainville.